# إيمانويل لاسكر
إمانويل لاسكر (1868 ـ 1941) هو عالم رياضيات وفيلسوف ولاعب شطرنج ألماني، معروف بحبه للعب الفلسفي للشطرنج ودراسة خصومه نفسيا، وهو أكثـر أبطـال العالم محـافظة على لقبه فقد نجح في الحفاظ عليه 27 سنة، من سنة 1894 لمـا تغلب على شتاينتز في مقابلتهما بـ 10 انتصارات 5 خسارات و4 تعادلات إلى سنة 1921.

## حياته
- ولد إيمانويل لاسكر في 24 ديسمبر 1868 في برلينشر مدينة صغيرة بألمانيا، وكان أبوه وزير الثقافة.
- وتعلم لاسكر لعبة الشطرنج مع أخيه بيرثولد، وكان لاسكر يتردد على المقاهي التي تنظم مباريات في الشطرنج، حيث فاز بأول دوري مفتوح نظمه المقهى كايزرهوف, وذلك في سنة (1888 - 1889)، في بيرسلاو.
- في سنة 1890 فاز بعدة لقاءات في ألمانيا وإنجلترا، حيث أكد أنه إلى جانب تاراش، المنافس الوحيد لشتاينتز على اللقب العالمي.

## روابط خارجية
- إيمانويل لاسكر على موقع الموسوعة البريطانية (الإنجليزية)
- إيمانويل لاسكر على موقع مباريات الشطرنج (الإنجليزية)
- إيمانويل لاسكر على موقع 365Chess.com (الإنجليزية)
- إيمانويل لاسكر على موقع Chesstempo.com (الإنجليزية)